# 橘仲遠
橘 仲遠（たちばな の なかとお）は、平安時代中期の貴族・学者・歌人。下総守・橘佐臣の子。官位は従四位上・播磨守。

## 経歴
若くして大学寮に入る。後に蔵人となり藤原忠平の侍読を務めた。
村上朝初頭の天暦元年（947年）に豊前守に任ぜられて現地に赴任。康保2年（965年）ごろ摂津守と受領を歴任した。この間の康保元年（964年）及び康保2年（965年）には『日本書紀』を講じている。その後、播磨守も務め、位階は従四位上に至ったという。
また、『新勅撰和歌集』以下の勅撰和歌集に2首が入る勅撰歌人でもあった。

## 官歴
- 天暦元年（947年） 8月2日：見豊前守[4]
- 康保2年（965年） 8月13日：見摂津守[5]
- 時期不詳：従四位上。播磨守[6][3]

## 系譜
注記のないものは『尊卑分脈』による。
- 父：橘佐臣
- 母：不詳
- 生母不明の子女
  - 男子：橘道文
  - 男子：橘道紀[7]
  - 女子：橘徳子 - 藤原有国室、一条・後一条両天皇の乳母